# Irena Woch

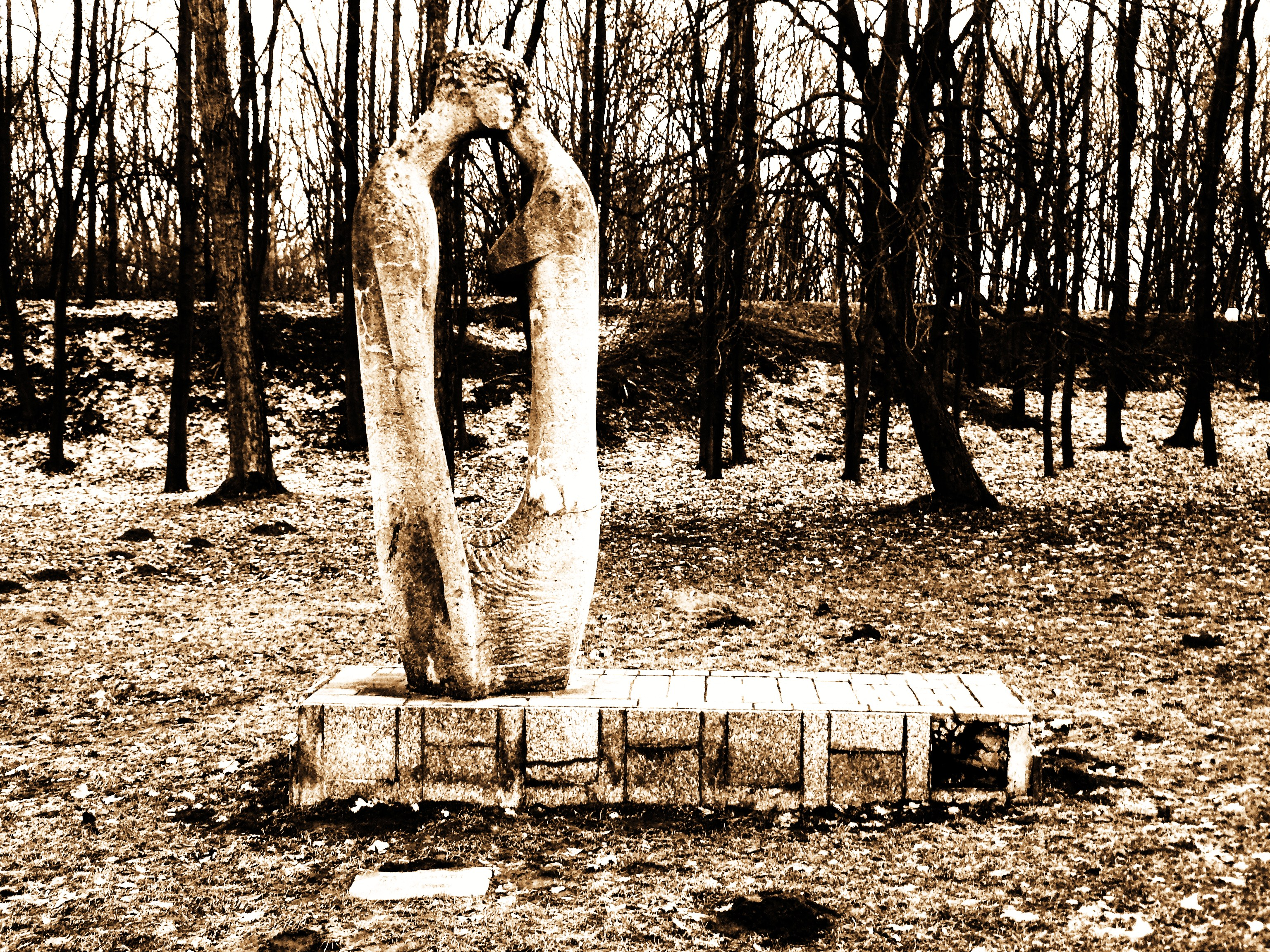
Zakochani w Poznaniu

Irena Woch (ur. 1928 w Radomsku, zm. 24 października 2023) – polska rzeźbiarka.

## Życie
Świadectwo maturalne otrzymała w roku 1948. Wraz z siostrą (także rzeźbiarką) studiowała w latach 1949-1955 w Państwowej Wyższej Szkole Sztuk Plastycznych w Poznaniu. Na przełomie lat 70. i 80. XX wieku działała w poznańskim zarządzie Związku Polskich Artystów Plastyków. Po wprowadzeniu stanu wojennego w 1981 powróciła do Radomska. Uczestniczyła w wystawach w Poznaniu (Międzynarodowe Biennale Rzeźby) i Warszawie. Dzieła artystki wystawione są w Muzeum Narodowym w Poznaniu i Muzeum Okręgowym Ziemi Kaliskiej w Kaliszu. Jest członkinią oddziału Towarzystwa Opieki nad Zabytkami w Radomsku, w 2006 została odznaczona srebrną Odznaką „Za opiekę nad zabytkami”.

## Dzieła
- Zakochani - rzeźba na Cytadeli w Poznaniu[4],
- ścieżki maryjne przy kościele Franciszkanów w Radomsku (1991)[5],
- lapidarium na starym cmentarzu w Radomsku (1992-1999)[6],
- rzeźba Chrystusa w kościele w Woli Blakowej.